# Jeanne et Pierre
Jeanne et Pierre (anglais : Joan and Peter) est un roman de l'écrivain britannique H. G. Wells paru dans sa langue d'origine en 1918. 